# NGC 5657
NGC 5657 este o radiogalaxie situată în constelația Boarul. A fost descoperită în 14 mai 1866 de către Édouard Stephan⁠(d). Se află la o distanță de 64,4 de megaparseci de Pământ.